# Pálmai Henrik
Pálmai Henrik, Pollák (Nagyvárad, 1862. - Budapest, Terézváros, 1935. november 23.) hírlapíró.

## Élete
Pollák Sámuel és Schwarcz Rozália fiaként született. Szülővárosában jogász volt, majd  a Szabadság című lap munkatársa lett. Budapestre került Mikszáth Kálmán Országos Hírlapjához. A Pesti Hírlap lóversenyrovatának vezetője volt. Egy ideig szerkesztette a „Kincsem Egyetemes Sportközlöny” című sportlapot. 1905-ben az Uránia színházban mutatták be „A ló” című háromfelvonásos darabját.

## Művei
- Krúdy Gyula - Pálmai Henrik: Starttól a célig (Lóverseny-antológia.), Légrády, Budapest, 1922.
- A Pesti Hirlap Nagy Naptára az 1926. közönséges évre, Pálmai Henrik: A lóversenyév története